# Pere Lladó i Isàbal
Pere Lladó i Isàbal (Girona, 2 de febrer de 1960) és un polític català, diputat al Parlament de Catalunya en la V i VI Legislatures 
Es llicencià en Filosofia i Lletres per la Universitat Autònoma de Barcelona (UAB). Col·labora setmanalment al Diari de Girona. És membre del Col·legi Oficial de Doctors i Llicenciats en Filosofia i Lletres i en Ciències de Catalunya, de 1992 a 1995 fou vicepresident del Club Esportiu Banyoles i membre fundador de Ràdio Banyoles.
Ha estat diputat per CiU a les eleccions al Parlament de Catalunya de 1995 i 1999, portaveu de CiU a les Comissions Parlamentàries del Síndic de Greuges, d'Economia i de la Corporació Catalana de Ràdio i Televisió. Ha participat en eleccions a les Corts espanyoles i al Senat. Fou escollit regidor de l'ajuntament de Banyoles (1991-2003) i fou tinent d'alcalde al 1997. De 1995 a 1996 fou president del Consell Comarcal del Pla de l'Estany.
El 2004 fou nomenat director de Relacions Institucionals i Comunicació de la Secretària d'Indústria i Empresa de la Generalitat de Catalunya. Des de 2008 al 2013 fou director de comunicació de la Comissió Nacional d'Energia. Actualment té el càrrec de director de relacions externes de l'agència de comunicació Neorg.